# Herman Van Springel
Herman Van Springel   (Ranst, 14 d'agost de 1943 - Grobbendonk, 25 d'agost de 2022) va ser un ciclista belga professional entre 1965 i 1981, durant els quals va aconseguir 137 victòries.
La seva especialitat eren les proves contrarellotge, tot i que irònicament va perdre el Tour de França 1968 davant del neerlandès Jan Janssen en una etapa contrarellotge.
Entre els seus èxits més importants figuren clàssiques d'un dia com la Volta a Llombardia (1968), la París-Tours i el Campionat de Zúric. També fou campió de Bèlgica de ruta el 1971 i va guanyar el Gran Premi de les Nacions el 1969 i el 1970. Va quedar 2n al Campionat del món de fons en carretera el 1968 i 6è el 1974. És el ciclista que més vegades ha guanyat la Bordeus-París, un total de set ocasions, cosa que li va valer el malnom de Monsieur Bordeaux-Paris.
Va aconseguir triomfs parcials en carreres curtes per etapes de cert renom com la Volta a Catalunya i la Volta a Suïssa. També va quedar 3r del Dauphiné Libéré el 1970 i 4t de la París-Niça el 1969.
Al Tour de França aconseguí cinc victòries d'etapa i la classificació per punts el 1973. El seu millor resultat va ser el 2n lloc aconseguit el 1968.
Va ser 2n al Giro d'Itàlia de 1971 i 3r a la Volta a Espanya de 1970.

## Palmarès
- 1964
  - 1r a la Volta a Bèlgica amateur i vencedor d'una etapa
- 1966
  - 1r a la Gant-Wevelgem
  - 1r a la Brussel·les-Ingooigem
  - 1r al Gran Premi Jef Scherens
  - 1r a la Fletxa de Haspengouw
  - Vencedor d'una etapa del Critèrium del Dauphiné Libéré
- 1967
  - 1r a la Fletxa de Haspengouw
  - Vencedor d'una etapa al Tour de França
- 1968
  - 1r a la Volta a Llombardia
  - 1r a la Het Volk
  - Vencedor d'una etapa al Tour de França
  - Vencedor d'una etapa de la Volta a Suïssa
- 1969
  - 1r a la París-Tours
  - 1r al GP de les Nacions
  - 1r al Trofeu Baracchi (amb Joaquim Agostinho)
  - 1r al Gran Premi Baden-Baden (amb Roger De Vlaeminck)
  - 1r a l'A través de Lausana
  - Vencedor de 2 etapes al Tour de França
  - Vencedor de 3 etapes de la Volta a Suïssa
- 1970
  - 1r de la Bordeus-París
  - 1r al GP de les Nacions
  - 1r a la Fletxa Brabançona
  - 1r a la Copa Sels
  - 1r del Premi d'Heist-op-den-Berg
  - 1r al Gran Premi Baden-Baden (amb Roger De Vlaeminck)
- 1971
  -  Campió de Bèlgica en ruta
  - 1r al Campionat de Zúric
  - 1r a la Nokere Koerse
  - 1r al Gran Premi Baden-Baden (amb Eddy Merckx)
  - Vencedor d'una etapa al Tour de França
- 1972
  - 1r al Gran Premi de la vila de Zottegem
- 1973
  -  1r de la classificació per punts del Tour de França
  - Vencedor d'una etapa de la Volta a Suïssa
  - Vencedor d'una etapa de la Volta a Catalunya
- 1974
  - 1r de la Bordeus-París
  - 1r a la Fletxa Brabançona
  - 1r al Gran Premi E3
  - 1r al Circuit de l'Aulne
- 1975
  - 1r de la Bordeus-París
- 1976
  - 1r al Gran Premi de Valònia
  - 1r al Premi Nacional de Clausura
- 1977
  - 1r de la Bordeus-París
  - Vencedor d'una etapa de la París-Niça
- 1978
  - 1r de la Bordeus-París
  - 1r a Le Samyn
  - 1r al Circuit de Houtland
- 1980
  - 1r de la Bordeus-París
- 1981
  - 1r de la Bordeus-París

### Resultats al Tour de França
- 1966. 6è de la classificació general
- 1967. 24è de la classificació general. Vencedor d'una etapa
- 1968. 2n de la classificació general. Vencedor d'una etapa
- 1969. 18è de la classificació general. Vencedor de 2 etapes
- 1970. Abandona (14a etapa)
- 1971. 14è de la classificació general. Vencedor d'una etapa
- 1973. 6è de la classificació general.  1r de la classificació per punts
- 1974. 10è de la classificació general
- 1975. 31è de la classificació general
- 1976. Abandona (15a etapa)

### Resultats a la Volta a Espanya
- 1970. 3r de la classificació general
- 1973. 11è de la classificació general
- 1976. 29è de la classificació general

### Resultats al Giro d'Itàlia
- 1971. 2n de la classificació general